# سامية رشدي
سامية رشدي (11 نوفمبر 1916 - 10 مايو 1974)، ممثلة مصرية.
بدأت حياتها الفنية في عام 1946، عرفت بأدوار الحماة القاسية، وكانت أول مسرحية تشترك فيها أم رتيبة.

## مشوارها الفني
بدأت حياتها الفنية كمطربه في عام 1941 حيث غنت أوبريت شهرزاد.
شاركت في 15 مسرحيه منها ياعالم نفسى أتسجن والعبيط وعيله سى جمعة، إلى جانب العديد من التمثيليات والمسلسلات التلفزيونية. عملت ممثله قديرة في المسرح القومى، وتزوجت من الممثل الراحل علي رشدي وأنجبت منه أبنتين.
سامية اعتمدت في تناولها لأدوارها، التي تجاوزت الستين عملاً، على عدة أنماط متماثلة:
1. ففي فيلمي «قمر 14» مع محمود ذوالفقار وكاميليا، «غصن الزيتون» مع سعاد حسني وأحمد مظهر: هي الأم التي تحرص بشدة على مصلحة ابنتها وتحذرها من غدر الزوج بها في الفيلم الأول، وهي الحماة الطيبة التي تضيق ذرعاً بزوج ابنتها الغيور في الفيلم الثاني، والأم التي يدفعها الخوف على ابنتها إلى التفريق بينها وبين خطيبها المريض بالسل في «خان الخليلي» مع سميرة أحمد وحسن يوسف.
2. صورة أخرى مغايرة قدمتها للجارة الشعبية الطيبة، الحريصة على كرامة ابنتها وعائلتها، في رائعة نجيب محفوظ «بداية ونهاية» مع عمر الشريف وآمال فريد، ونفس الدور قدمته مرة أخرى في فيلم «المماليك» مع نبيلة عبيد وعمر الشريف أيضاً، وهو فيلم تاريخي عن استبداد الحكام بشعوبهم.
3. أدواراً أخرى أكثر شراً، فهي تاجرة الرقيق في فيلمي «رابعة العدوية» مع نبيلة عبيد وعماد حمدي، التي تحتال على البطلة لاستغلال جمالها في جني المال، وهي المغنية الحقودة على نجاح وردة في «ألمظ وعبده الحامولي».
4. ولكن يبقى النمط الأكثر ارتباطاً في أذهان المشاهدين، وهو دور الأم التي تسعى إلى إفشال علاقة ابنتها بحبيبها وتزويجها قسراً من آخر أكثر ثراءً، وذلك في فيلمي «سر طاقية الإخفاء» مع زهرة العلا وعبد المنعم إبراهيم، و«سواق نص الليل» مع فريد شوقي وهدى سلطان.

## روابط خارجية
- سامية رشدي على موقع الدهليز
- سامية رشدي على موقع قاعدة بيانات الأفلام العربية